# Șmenkî, Ratne
Șmenkî (în ucraineană Шменьки) este un sat în comuna Zdomîșel din raionul Ratne, regiunea Volînia, Ucraina.

## Demografie
Componența lingvistică a localității Șmenkî
     Ucraineană (99,33%)
     Alte limbi (0,67%)
Conform recensământului din 2001, majoritatea populației localității Șmenkî era vorbitoare de ucraineană (99,33%), existând în minoritate și vorbitori de alte limbi.